# Ayman Mohyeldin
Ayman Mohyeldin  (arabe : أيمن محيى الدين, ˈʔæjmæn ˈmoħj edˈdiːn), né le 18 avril 1979, est un journaliste égypto-américain de NBC News basé à Los Angeles. Il a auparavant travaillé pour Al Jazeera et CNN. Ayman a été l'un des premiers journalistes occidentaux à être autorisé à assister au jugement de Saddam Hussein, président d’Irak déposé par le Gouvernement intérimaire irakien pour crimes contre l'humanité. Plus récemment, Ayman a couvert la guerre de Gaza de 2008-2009 et les printemps arabes.

## Enfance
Mohyeldin est né au Caire en Égypte d'un père égyptien et d'une mère palestinienne. Il a grandi en Égypte jusqu'à ses 5 ans, âge auquel ses parents émigrèrent aux États-Unis. 
Il a vécu deux ans en Irak (2003-2005) en tant que fournisseur d'actualités étrangères pour CNN,. Mohyeldin est diplômé de l’American University de Washington, où il est titulaire d'un diplôme en Relations internationales avec une spécialisation sur l’Union européenne. Il dispose d'un master en Politique internationale avec spécialisation en « paix et résolution de conflit ». Sa thèse était titrée « Le paradigme du média d'actualité dans la guerre contre le terrorisme » et, en 2002, il fut accepté lors de la Conférence de l'association internationale des chercheurs dans le domaine des médias à Barcelone.[réf. souhaitée]

## Carrière

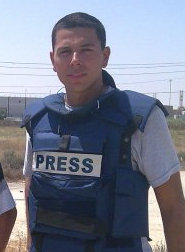
Mohyeldin à Gaza.

Mohyeldin a commencé sa carrière en journalisme à la NBC en tant qu'assistant pour le bureau de Washington. Sa première affectation majeure eut lieu peu après le 11 septembre 2001. Dans un entretien avec PRWeek, Ayman décrit les opportunités qui sont apparues après le 11-Septembre : « Il y avait un manque réel de personnes ayant les connaissances linguistiques et l’expertise nécessaire au Moyen-Orient. Du fait de ces connaissances, et de l’occasion, pour ainsi dire, j'ai eu beaucoup d'expérience. J'ai été propulsé dans un milieu que les assistants ne connaissent pas. J'ai commencé à travailler sur de gros morceaux qui concernaient l'enquête du 11-Septembre et toutes autres connexions terroristes. Je faisais principalement de la traduction, mais je développais aussi certains sujets qui avait des liens avec le Moyen-Orient ou qui nécessitaient la connaissance de l’arabe. »
Mohyeldin a couvert la plupart des évènements majeurs du monde arabe et du Moyen-Orient dont la guerre d'Irak, les premières élections multipartites égyptiennes en 2005, le retrait d'Israël de la bande de Gaza et les élections présidentielles palestiniennes de 2005 à Gaza. Il a aussi couvert les attentats de juillet 2005 à Charm el-Cheikh et les attentats de novembre 2005 à Amman.
En tant que producteur, Mohyeldin devint le premier journaliste à entrer dans l'un des centres de recherche nucléaire de Libye après avoir fait la première interview du Colonel Mouammar Kadhafi dans laquelle il annonçait que la Libye abandonnerait tous programmes d'ADM. Mohyeldin a travaillé pour le documentaire de CNN « Iraq: progress report » à propos du quotidien des Irakiens durant la guerre et fut nommé pour les Emmy Awards. Il devint producteur associé pour la NBC News Special qui fut aussi nommé aux Emmy pour « Ship at War: Inside the Carrier Stennis » et « Inside the Real West Wing ». Mohyeldin a aussi couvert le pèlerinage annuel (Hajj) à la Mecque et participa à a production de l’émission spéciale de CNN « Islam: The Struggle Within » et « Hajj: A Spiritual Journey ».
En 2008-2009, Mohyeldin couvrit l’attaque d'Israël sur Gaza. Ce reportage, avec Sherine Tadros, a été diffusé dans le documentaire « The War Around Us ». Il abordait notamment la question du réseau de tunnels qui étaient utilisés pour faire passer des armes et des personnes par la frontière entre l'Égypte et Gaza puis pour faire venir des médicaments, de la nourriture et de l’essence.
En 2011, Mohyeldin quitta Al Jazeera English et revint sur la NBC où il a couvert le printemps arabe en Égypte en 2013. Il a aussi couvert la crise en Ukraine et plus récemment le conflit en Irak.

## Sources